# 12014 Bobhawkes
12014 Bobhawkes este o planetă minoră (asteroid), cu un diametru de 4,686 km, din centura de asteroizi. A fost descoperită pe 5 noiembrie 1996 la Observatorul Național Kitt Peak de Spacewatch. 
Obiectul prezintă o orbită caracterizată de o semiaxă mare de 2,390212 UAi, o excentricitate de 0,16, o înclinație de 1,74632 ° în raport cu ecliptica.